# Liogenys leechi
Liogenys leechi är en skalbaggsart som beskrevs av Frey 1967. Liogenys leechi ingår i släktet Liogenys och familjen Melolonthidae. Inga underarter finns listade i Catalogue of Life.